# Sperosoma durum
Sperosoma durum is een zee-egel uit de familie Echinothuriidae.
De wetenschappelijke naam van de soort werd in 1905 gepubliceerd door Ludwig Döderlein.